# Höftprotes
Höftprotes är en ledprotes som är avsedd att ersätta en riktig, dåligt fungerande höftled.
Det finns många olika varianter: Den vanligaste brukar kallas THR, Total Hip Replacement, och finns i många olika varianter med det gemensamt att man kapar bort hela ledkulan och gröper ur benet för att fästa protesen med ett längre skaft. Två huvudsakliga fixationsmetoder finns. Cementerad fixation - protesen gjuts fast med hjälp av en härdande plast (polymetylacrylate, bencement). Cementfri fixation - protesen växer fast (osseo-integration). I Sverige har cementerad fixation traditionellt varit dominerande. På senare år är resultaten för dessa val liknande. För yngre patienter (under 55 år) rekommenderas cementfri fixation. Hos äldre med skörare skelett är det cementerade alternativet säkrare .   
En annan, bensparande grupp av proteser brukar kallas ytersättningsprotes, HR, Hip Resurfacing.  Då formar man ledkulan till en burk där man fäster protesen, och har bara ett kortare stift eller skaft som går ner mot benet.
Fördelarna med den har bland annat sagts vara att man kan fortsätta med en aktiv livsstil med idrott och andra aktiviteter. De tidiga hårda, livslånga restriktionerna för personer opererade med traditionell protes har dock numera börjat lindras. Med HR har man dessutom benet intakt för en eventuell omoperation med en THR.
Den senare metoden har alltid varit mer eller mindre utsatt för kritik. Rapporter om protesavlossningar har förekommit. Även om resultatet ofta är lyckat, har man inte kunnat finna några fördelar gällande rörlighet eller smärtlindring jämfört med den konventionella metoden, tvärtom har svårbehandlade komplikationer rapporterats och flera av dessa protes-modeller har nu dragits in. Metoden med ytersättningsproteser är därför ej förstahandsval på svenska sjukhus. För kvinnor i fertil ålder har metoden alltid avråtts, eftersom man misstänker att metall i protesen kan gå över i blodet och påverka eventuella foster.